# 舍德旺島
27°30′19″N 33°58′56″E / 27.5052263°N 33.9820862°E
舍德旺島是埃及的島嶼，位於紅海北部，長16公里、寬3至5公里，最高點海拔高度301米。1969年3月31日，該島發生面波震級6.6級地震。1996年4月9日，島上的地震觀測站開始運作。